# Club Sport Emelec
El Club Sport Emelec, conocido popularmente de manera abreviada como Emelec, es un club multideportivo ecuatoriano. Originario de la ciudad de Guayaquil fue fundado el 28 de abril de 1929 por el estadounidense George Capwell.Además de su disciplina principal de fútbol, el club cuenta con diversas filiales deportivas, como levantamiento de pesas, natación, béisbol, baloncesto, físicoculturismo, box, taekwondo, judo, ciclismo, tenis de mesa, voleibol, sóftbol, bolos, deportes electrónicos y fútbol femenino.
El club fue fundado para fomentar el desarrollo del beisbol en Guayaquil; sin embargo, rápidamente el fútbol se popularizó y se convirtió en su principal disciplina deportiva. En los primeros años de creación ganó dos campeonatos «no oficiales», dos «Campeonato Amateur de Guayaquil» y cinco «Campeonatos de Guayaquil». Desde la creación del campeonato nacional de futbol en 1957 pertenece a la Serie A de Ecuador en el cual fue campeón nacional consecutivamente en cada década y se convirtió en el primer campeón nacional, en la temporada de 1965 fue campeón invicto, desde su creación ha alcanzado catorce títulos nacionales, el C. S. Emelec ha estado en treinta ocasiones en el podio, lo que significa casi la mitad de los campeonatos disputados. Por su parte, el plantel femenino compite en la Súperliga Femenina de Ecuador.
Fue el primer equipo de futbol ecuatoriano en participar en un campeonato internacional, la «Copa de Campeones» de 1948 (predecesora de la Copa Libertadores de América), en Copa Libertadores su mejor desempeño lo obtuvo en 1995, cuando llegó a nivel de semifinales,fue subcampeón de la extinta Copa Merconorte en 2001. En cuanto a desempeño según el ranking de la IFFHS, Emelec fue el mejor club del mes del mundo en junio de 2010;entre los años de 2011 a 2020 estuvo posicionado en el puesto 14 de Sudamérica y el puesto 48 entre los clubes del mundo.
El equipo de futbol del Club Sport Emelec juega de local en el Estadio George Capwell, que fue inaugurado el 21 de octubre de 1945.El estadio ha recibido varias reducciones y ampliaciones, en la última reconstrucción realizada en 2017 alcanzó la capacidad máxima de cuarenta mil espectadores. Identificado con los colores azul y plomo, recibe el apelativo de «eléctricos» por llevar el nombre de una antigua empresa eléctrica. El equipo azul mantiene una rivalidad futbolística histórica con el equipo guayaquileño Barcelona, con quien disputa el denominado clásico del Astillero, considerado por la prensa deportiva como el partido más relevante del fútbol de Ecuador.

## Historia

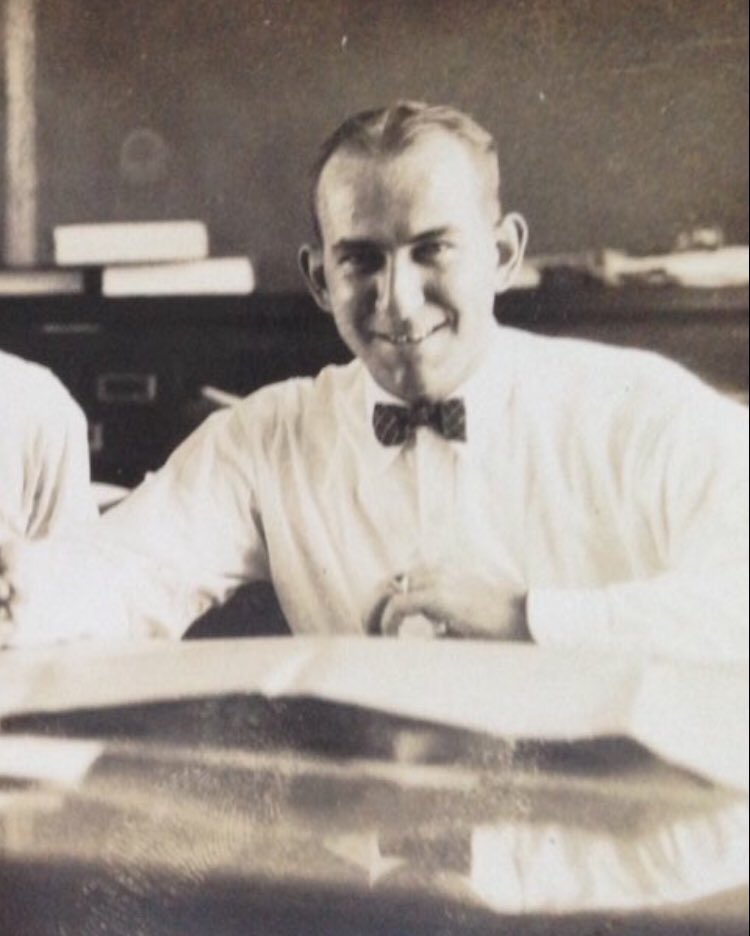
George Capwell trabajando en su oficina en Guayaquil, 1927.

En 1923 se organizó el torneo «Unión Deportiva Comercial de Guayaquil», en el cual se conformó un equipo de futbol de empleados de la Empresa Eléctrica del Ecuador (EMELEC), aquel protoequipo quedó campeón de ese torneo en 1925. Sin embargo, el Club Sport Emelec fue fundado oficialmente el 28 de abril de 1929 después de una asamblea de empleados de la Empresa Eléctrica del Ecuador, encabezada por el  superintendencia en la compañía George Capwell, de esta manera el estadounidense George Lewis Capwell se convertiría en el primer presidente de la institución y su compatriota Emilio Sonne en el primer presidente del club.

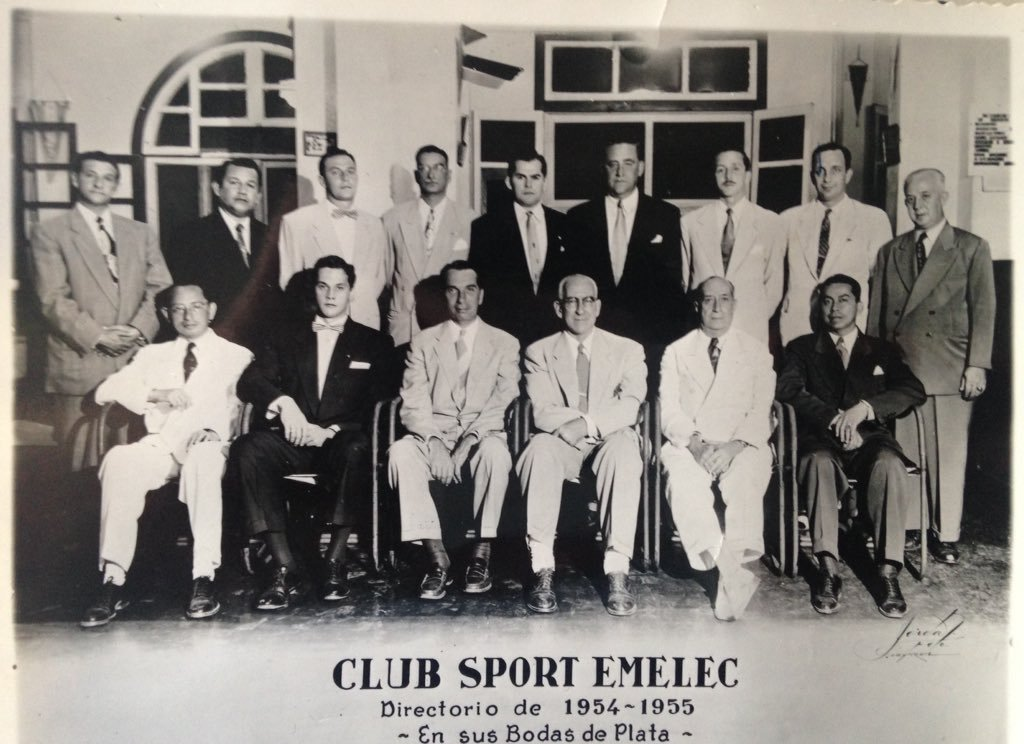
Directorio 1954-1955 de Emelec.

El club a lo largo de su historia ha fomentado veintitrés disciplinas deportivas, entre los primeros deportes practicados estaban el béisbol, baloncesto, boxeo y natación. Dentro de la directiva,  George Capwell era fanático del béisbol, él mismo fue integrante del equipo de la institución, por lo que el equipo de fútbol fue compuesto en mayor medida por los obreros de la compañía. Luego de la inauguración del Estadio George Capwell, que a pesar de haber sido construido como estadio de béisbol, se convirtió en la sede de los torneos provinciales de fútbol de Guayas, rápidamente el futbol se convirtió en su disciplina deportiva más popular, cuando el 30 de septiembre de 1946, el equipo de balompié se proclamó por primera vez campeón de Guayaquil.
La primera indumentaria que usó el club fue clásica de la época, era una camiseta de color negro con cuello y pantaloneta blanca. En 1940 los colores de la camiseta pasaron a ser celeste y gris y no fue hasta 1961 que el club usó por primera vez su tradicional camiseta azul con una franja diagonal de color gris.
En 1980 debido a los malos resultados deportivos ocurrió el descenso del equipo, por lo que en 1981 jugó durante 6 meses en la serie B, retornaría a la serie A para jugar la segunda etapa del campeonato de 1981, en 1988 quedó campeón y en 1989 ganó el campeonato de inauguración del estadio Monumental. En la década de 1990 Emelec lograría su primer bicampeonato nacional y el la década del 2000 con la aparición del grupo de jugadores conocidos como los extraterrestres alcanzaría su segundo bicampeonato.
La década de 2010 fue la época de mayores triunfos, alcanzando su tercer bicampeonato ganando la final del siglo, al año siguiente lograría su primer tricampeonato y cerraría la década en 2017 con su último campeonato nacional.

## Símbolos

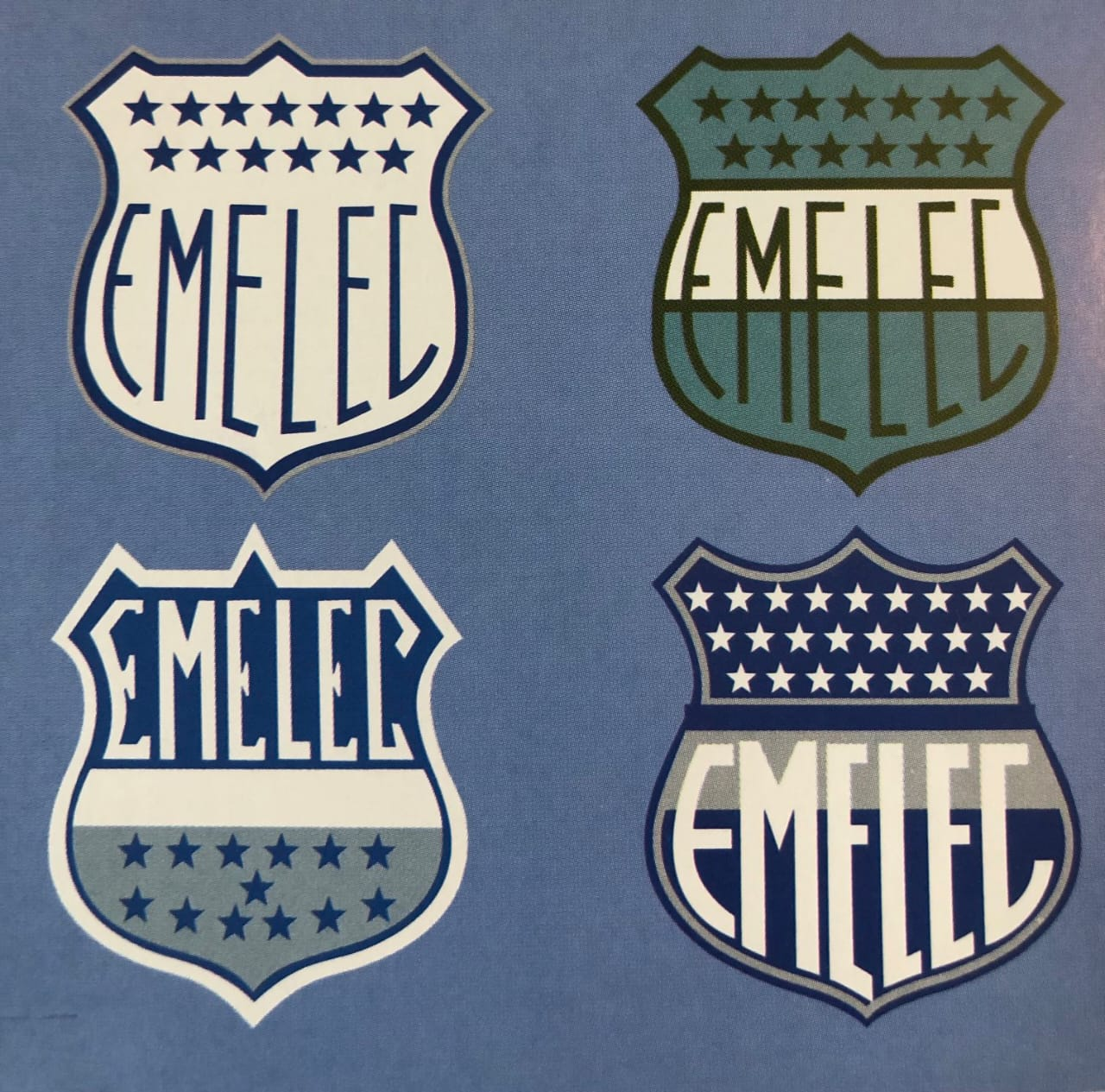
Evolución del escudo de Emelec

Escudo.- El escudo del Club Sport Emelec se ha mantenido prácticamente intangible desde 1929, aunque en el paso del tiempo se ha rediseñado en varios tonos de colores.Se encuentra dividido en tres cuarteles, su contorno exterior ha evolucionado en colores azul, oro, blanco y plata, negro; el color del blasón se ha diseñado en colores blanco, azul y bicolores celeste-blanco, azul-blanco, azul-plata. El cuartel superior está compuesto de estrellas que actualmente representan el número de provincias del país y en los cuarteles medio e inferior se encuentra escrito el nombre EMELEC.
En la década de 1970 se invirtió el contenido de los cuarteles, el cuartel superior era el que contenía el nombre de Emelec y el cuartel inferior poseía las estrellas. Posterior a esa década se retomó el diseño original del escudo, y se estableció dentro del los estatutos su diseño y sus colores.

Artículo 8.3.- 
El escudo será de igual diseño dividido en tres franjas horizontales. Las franjas superior e inferior serán de azul y la franja central de color gris. Las letras estarán sobre la franja central y la inferior. Las estrellas ubicadas en la primera franja del escudo serán en número igual a las provincias del país, y las ubicadas en la parte inferior del escudo, en cantidad igual a los campeonatos nacionales de fútbol obtenidos.

Himno.- Aunque el club tenía un himno desde los inicios de su vida deportiva, el himno fue modernizado, acorde a los estándares del futbol moderno. El nuevo Himno del Club Sport Emelec fue creado en 1991 con la reinauguración del Estadio George Capwell. El autor de la letra y música fue el historiador y compositor guayaquileño Efrén Avilés Pino, quien era fanático del club.

## Indumentaria
En su origen el color principal del uniforme era negro, que eran diseños clásicos de uniformes de futbol de la época y que adoptó para jugar en la Liga Comercial, con el pasar de los años y durante su carrera al ascenso en el torneo de la Fedeguayas los colores cambiaron a celeste con gris, celeste con blanco, y finalmente durante la era del profesionalismo (1961) aparecieron los ya tradicionales azul eléctrico intenso y gris.
Uniforme titular: Camiseta azul con una franja diagonal gris oscuro, pantalón gris oscuro, medias grises.
Uniforme alterno: Camiseta blanca con celeste, pantalón blanco, medias blancas.
| Primer uniforme | (ver evolución) | Uniforme actual |

## Instalaciones

### Estadio George Capwell
El equipo azul es propietario del Estadio George Capwell, el cual posee capacidad de 39 059 personas reglamentariamente es el cuarto estadio más grande de Ecuador.Se encuentra ubicado en el centro-sur de la ciudad de Guayaquil, en la calle San Martín y av. Quito. El principal impulsor para la construcción del estadio fue el estadounidense George Capwell, fundador y expresidente del club, quien pidió al Municipio guayaquileño el arrendamiento del terreno para la construcción de la infraestructura el predio fue finalmente entregado como donación. El presupuesto para la realización de estadio era de 2 millones de sucres, cantidad de dinero que Capwell no poseía, por lo que se recaudó a través de donaciones, de la Empresa Eléctrica del Ecuador y de socios del club, el 24 de julio de 1943 se colocó la primera piedra. A la fecha de inauguración fue el primer estadio del país en pertenecer como propiedad privada a un club deportivo.

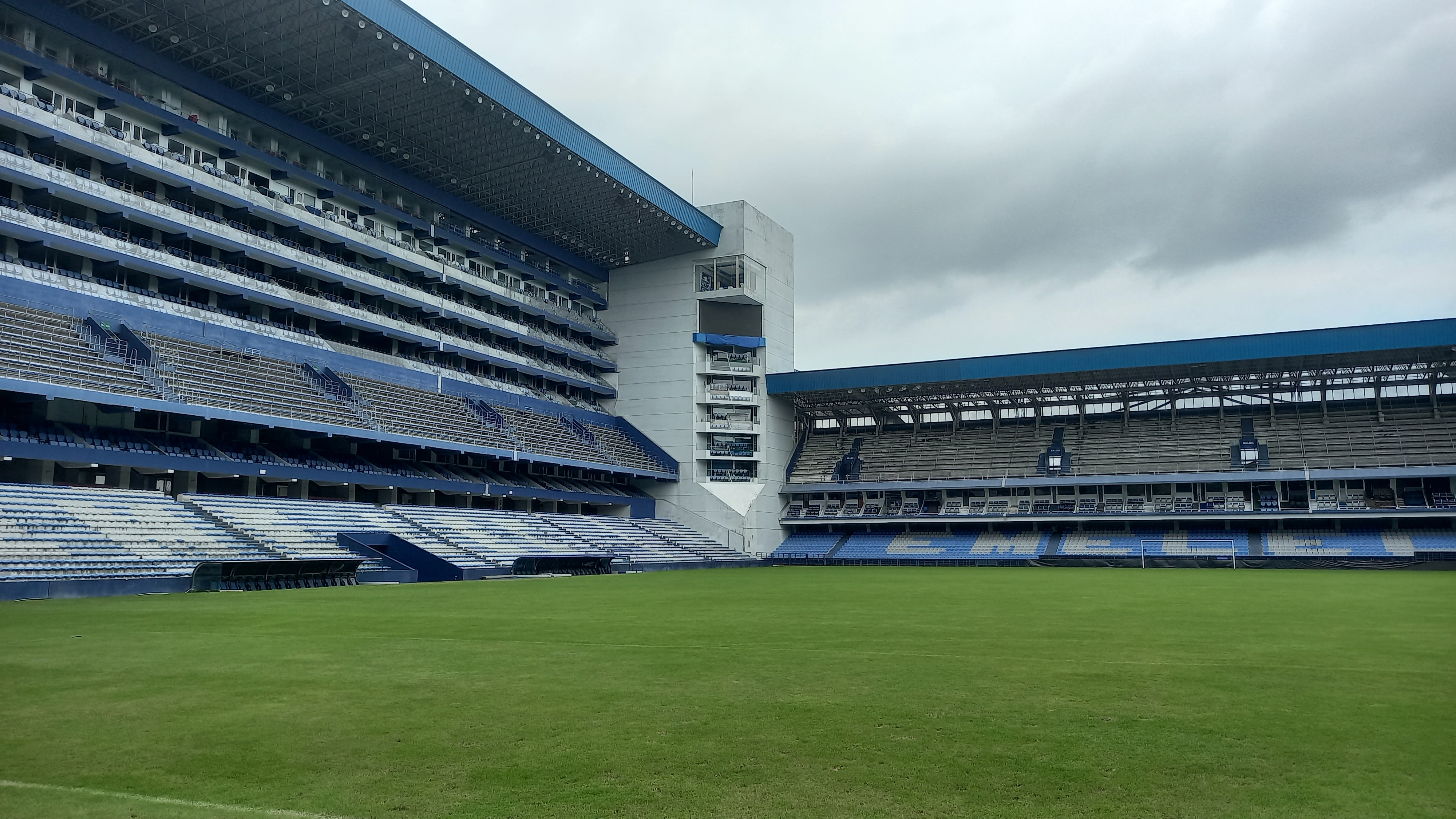
Vista a la torre sur del Estadio George Capwell.

El estadio fue inaugurado el 20 de octubre de 1945 con un partido de béisbol entre Emelec y Oriente. El oriental Aurelio Yeyo Jiménez anotó el primer hit y la primera carrera en la historia del estadio, mientras que George Capwell produjo el primer hit para Emelec y empujó al plato a Enrique Pombar, autor de la primera carrera eléctrica en su nueva casa. El 2 de diciembre de 1945 se produjo el primer partido de fútbol entre Emelec y la selección Manta-Bahía,el ecuatoriano Marino Alcívar, jugador de Emelec, fue el autor en el minuto 15 del primer gol en ese escenario deportivo, el resultado final fue 5-4 a favor del conjunto eléctrico.
Durante la gestión de Nassib Neme en el año 2013, junto con el departamento de mercadeo, registraron un contrato con Banco del Pacífico para que este establecimiento tenga como nombre comercial «Estadio Banco del Pacífico Capwell», mantuvo este nombre del 2016 al 2021, fecha en la cual terminó el contrato.

### Complejos deportivos
Complejo Deportivo Samanes.- Los equipos de las diferentes disciplinas y de las divisiones de fútbol del Club Sport Emelec realizan sus entrenamientos en el Complejo Deportivo Samanes, ubicado en la ciudad de Guayaquil. La instalación cuenta con dos canchas de fútbol reglamentarias de césped natural, dos casas de concentración, tres canchas de baloncesto, piscina olímpica, cancha de tenis y parqueadero.
Complejo de Formativas C. S. Emelec.- Anteriormente llamado complejo del Club Rocafuerte, está ubicado en el km 17,5 Vía a la Costa, frente a Puerto Hondo. Cuenta con ocho canchas de césped natural y un estadio llamado «Holcim Arena», con capacidad para 1000 espectadores.
Complejo Escuelas del Astillero.- El 20 de diciembre de 2016, el presidente Rafael Correa entregó a Emelec, parte de las instalaciones del complejo Escuelas del Astillero, compuesto por canchas de fútbol reglamentarias (una de césped natural y la otra de césped sintético), camerinos para jugadores, camerino para árbitros y un departamento de enfermería.

### Museos
Museo Boca del Pozo.- Es un museo ubicado en la General de la Avenida Quito del Estadio George Capwell. Fue inaugurado el 28 de abril de 2009 con motivo de los 80 años de fundación que cumplió el club. Se realizó con iniciativa de los propios hinchas, la mayoría integrantes de la barra Boca del Pozo. En el museo se encuentran camisetas de jugadores históricos, fotos de los futbolistas, recortes de periódicos y revistas, afiches, entre otros objetos que recogen parte de la historia del Club Sport Emelec.
Museo Club Sport Emelec.- El Museo del Club Sport Emelec situado en las instalaciones del Edificio Astillero en Puerto Santa Ana, en la ciudad de Guayaquil, que exhibe la historia del club, entre ello trofeos, fotografías y objetos relacionados con sus jugadores y su hinchada. Fue inaugurado el 28 de abril de 2015 con motivo de los 86 años de fundación que cumplió el club. Se realizó con la iniciativa del presidente del club en ese entonces, Elías Wated, con la colaboración de Jaime Nebot, alcalde de Guayaquil, y el expresidente del club, Ferdinand Hidalgo.

## Datos del club
| Datos estadísticos                                 | Datos estadísticos |
| -------------------------------------------------- | --- |
| Puesto histórico                                   | 2.º |
| Temporadas en Serie A                              | 66 (1957, 1960-1963, 1965-1980, 1981-II-presente). |
| Temporadas en Serie B                              | 1 (1981-I) |
| Mejor puesto en la liga                            | 1.º (14 veces) |
| Peor puesto en la liga                             | 16.º (2024). |
| Resultados                                         | |
| Mayor goleada a favor en torneos provinciales      | 9-1 contra Norte América (13 de noviembre de 1964). |
| Mayor goleada a favor en torneos nacionales        | 8-0 contra 9 de Octubre (8 de octubre de 1995). |
| Mayor goleada a favor en torneos internacionales   | 7-0 contra Independiente Petrolero de Bolivia (24 de mayo de 2022) (Copa Libertadores 2022).                                                                                  |
| Mayor goleada en contra en torneos nacionales      | 7-0 contra Liga de Quito (27 de diciembre de 1998). 7-0 contra Aucas (29 de agosto de 1999). 7-0 contra El Nacional (12 de octubre de 2003).                                  |
| Mayor goleada en contra en torneos internacionales | 5-0 contra Universidad Católica de Ecuador (23 de marzo de 1980) (Copa Libertadores 1980). 5-0 contra River Plate de Argentina (17 de mayo de 2001) (Copa Libertadores 2001). |
| Primer partido en torneos nacionales               | Emelec 2-0 Aucas (10 de noviembre de 1957 en el Estadio George Capwell). |
| Primer partido en torneos internacionales          | Emelec 4-2 Millonarios (7 de febrero de 1962 en el Estadio Modelo Alberto Spencer) (Copa Libertadores 1962).                                                                  |
| Mejores rachas                                     | |
| Máximo goleador histórico                          | Carlos Juárez (146 goles anotados en partidos oficiales). |
| Máximo goleador en torneos nacionales              | Carlos Juárez (126 goles). |
| Máximo goleador en torneos internacionales         | Carlos Juárez (20 goles). |
| Jugador con más partidos disputados                | Augusto Poroso (392 partidos). |
| Jugador con más títulos                            | José Balseca (7 títulos). |
| Portero con más tiempo sin recibir goles           | Jacinto Espinoza (730 minutos). |
| Distinción                                         | |
| Club del mes del mundo IFFHS                       | Junio de 2010. |

## Palmarés

### Torneos nacionales (14)
| Competición                | Títulos                                                                            | Subcampeonatos                                                                            |
| -------------------------- | ---------------------------------------------------------------------------------- | ----------------------------------------------------------------------------------------- |
| Serie A de Ecuador (14/15) | 1957, 1961, 1965, 1972, 1979, 1988, 1993, 1994, 2001, 2002, 2013, 2014, 2015, 2017 | 1960, 1963, 1966, 1967, 1970, 1989, 1996, 1998, 2006, 2010, 2011, 2012, 2016, 2018, 2021. |
| Serie B de Ecuador (1)     | 1981-I                                                                             |                                                                                           |
| Supercopa de Ecuador (0/1) |                                                                                    | 1969                                                                                      |

### Torneos internacionales
| Competición           | Títulos | Subcampeonatos |
| --------------------- | ------- | -------------- |
| Copa Merconorte (0/1) |         | 2001           |

### Torneos provinciales (7)
| Competición                                       | Títulos                       | Subcampeonatos                     |
| ------------------------------------------------- | ----------------------------- | ---------------------------------- |
| Campeonato Profesional de Fútbol del Guayas (5/6) | 1956, 1957, 1962, 1964, 1966. | 1955, 1958, 1960, 1961, 1965, 1967 |
| Campeonato Amateur de Guayaquil (2/1)             | 1946, 1948                    | 1950                               |

Nota: en negrita competiciones vigentes en la actualidad. Indicado el récord del torneo  y el compartido 
Fuente: Historia Club Sport Emelec .

### Trayectoria
- Última actualización: 20 de mayo de 2023.

| Competición                      | Part | PJ   | PG   | PE  | PP  | GF   | GC   | DG    | PTS  | Mejor resultado  |
| -------------------------------- | ---- | ---- | ---- | --- | --- | ---- | ---- | ----- | ---- | ---------------- |
| Torneos nacionales               |      |      |      |     |     |      |      |       |      |                  |
| Campeonato Ecuatoriano de Fútbol | 61   | 2170 | 1008 | 526 | 636 | 3333 | 2479 | +854  | 3550 | Campeón          |
| Copa Ecuador                     | 1    | 8    | 5    | 1   | 2   | 12   | 5    | +7    | 16   | Semifinal        |
| Torneos internacionales          |      |      |      |     |     |      |      |       |      |                  |
| Conmebol Libertadores            | 29   | 221  | 69   | 44  | 108 | 240  | 313  | –73   | 251  | Semifinal        |
| Conmebol Sudamericana            | 11   | 61   | 29   | 13  | 19  | 89   | 68   | +21   | 100  | Cuartos de final |
| Copa Merconorte                  | 4    | 30   | 12   | 11  | 7   | 42   | 32   | +10   | 47   | Subcampeón       |
| Copa Conmebol                    | 2    | 6    | 3    | 0   | 3   | 7    | 8    | –1    | 9    | Cuartos de final |
| Torneos provinciales             |      |      |      |     |     |      |      |       |      |                  |
| Campeonato de Fútbol del Guayas  | 17   | 255  | 137  | 49  | 69  | 533  | 322  | +211  | 460  | Campeón          |
| Total                            | 124  | 2740 | 1259 | 641 | 837 | 4243 | 3216 | +1029 | 4418 | 22 títulos       |

Fuente: Historia Club Sport Emelec .

### Evolución histórica en Campeonato Ecuatoriano de Fútbol
Fuente: Historia Club Sport Emelec .

### Participaciones internacionales
| Competición                       | Edición |
| --------------------------------- | --- |
| Copa Libertadores de América (29) | 1962, 1966, 1967, 1968, 1971, 1973, 1980, 1989, 1990, 1994, 1995, 1997, 1999, 2000, 2001, 2002, 2003, 2007, 2010, 2011, 2012, 2013, 2014, 2015, 2016, 2017, 2018, 2019, 2022 |
| Conmebol Sudamericana (11)        | 2009, 2010, 2011, 2012, 2013, 2014, 2015, 2016, 2020, 2021, 2023 |
| Copa Merconorte (4)               | 1998, 1999, 2000, 2001 |
| Copa Conmebol (2)                 | 1993, 1996 |

| Conmebol Libertadores             | Conmebol Libertadores | Conmebol Libertadores | Conmebol Libertadores | Conmebol Libertadores | Conmebol Libertadores | Conmebol Libertadores | Conmebol Libertadores | Conmebol Libertadores                                                 |
| Edición                           | Ronda                 | PJ                    | PG                    | PE                    | PP                    | GF                    | GC                    | Goleador                                                              |
| --------------------------------- | --------------------- | --------------------- | --------------------- | --------------------- | --------------------- | --------------------- | --------------------- | --------------------------------------------------------------------- |
| Copa de Campeones de América 1960 | Ecuador no participó  | Ecuador no participó  | Ecuador no participó  | Ecuador no participó  | Ecuador no participó  | Ecuador no participó  | Ecuador no participó  | Ecuador no participó                                                  |
| Copa de Campeones de América 1961 | No se clasificó       | No se clasificó       | No se clasificó       | No se clasificó       | No se clasificó       | No se clasificó       | No se clasificó       | No se clasificó                                                       |
| Copa de Campeones de América 1962 | Fase de grupos        | 4                     | 2                     | 0                     | 2                     | 12                    | 10                    | Enrique Raymondi: 6                                                   |
| Copa de Campeones de América 1963 | No se clasificó       | No se clasificó       | No se clasificó       | No se clasificó       | No se clasificó       | No se clasificó       | No se clasificó       | No se clasificó                                                       |
| Copa de Campeones de América 1964 | No se clasificó       | No se clasificó       | No se clasificó       | No se clasificó       | No se clasificó       | No se clasificó       | No se clasificó       | No se clasificó                                                       |
| Copa Libertadores 1965            | No se clasificó       | No se clasificó       | No se clasificó       | No se clasificó       | No se clasificó       | No se clasificó       | No se clasificó       | No se clasificó                                                       |
| Copa Libertadores 1966            | Fase de grupos        | 10                    | 4                     | 0                     | 6                     | 15                    | 18                    | Óscar Lencina: 6                                                      |
| Copa Libertadores 1967            | Fase de grupos        | 12                    | 4                     | 1                     | 7                     | 16                    | 24                    | Héctor Gauna: 7                                                       |
| Copa Libertadores 1968            | Cuartos de final      | 12                    | 3                     | 4                     | 5                     | 8                     | 11                    | Beltrán Sosa: 3                                                       |
| Copa Libertadores 1969            | No se clasificó       | No se clasificó       | No se clasificó       | No se clasificó       | No se clasificó       | No se clasificó       | No se clasificó       | No se clasificó                                                       |
| Copa Libertadores 1970            | No se clasificó       | No se clasificó       | No se clasificó       | No se clasificó       | No se clasificó       | No se clasificó       | No se clasificó       | No se clasificó                                                       |
| Copa Libertadores 1971            | Fase de grupos        | 7                     | 2                     | 3                     | 2                     | 6                     | 7                     | Alberto Cabaleiro: 4                                                  |
| Copa Libertadores 1972            | No se clasificó       | No se clasificó       | No se clasificó       | No se clasificó       | No se clasificó       | No se clasificó       | No se clasificó       | No se clasificó                                                       |
| Copa Libertadores 1973            | Fase de grupos        | 6                     | 3                     | 1                     | 2                     | 6                     | 7                     | Rafael Robila: 2                                                      |
| Copa Libertadores 1974            | No se clasificó       | No se clasificó       | No se clasificó       | No se clasificó       | No se clasificó       | No se clasificó       | No se clasificó       | No se clasificó                                                       |
| Copa Libertadores 1975            | No se clasificó       | No se clasificó       | No se clasificó       | No se clasificó       | No se clasificó       | No se clasificó       | No se clasificó       | No se clasificó                                                       |
| Copa Libertadores 1976            | No se clasificó       | No se clasificó       | No se clasificó       | No se clasificó       | No se clasificó       | No se clasificó       | No se clasificó       | No se clasificó                                                       |
| Copa Libertadores 1977            | No se clasificó       | No se clasificó       | No se clasificó       | No se clasificó       | No se clasificó       | No se clasificó       | No se clasificó       | No se clasificó                                                       |
| Copa Libertadores 1978            | No se clasificó       | No se clasificó       | No se clasificó       | No se clasificó       | No se clasificó       | No se clasificó       | No se clasificó       | No se clasificó                                                       |
| Copa Libertadores 1979            | No se clasificó       | No se clasificó       | No se clasificó       | No se clasificó       | No se clasificó       | No se clasificó       | No se clasificó       | No se clasificó                                                       |
| Copa Libertadores 1980            | Fase de grupos        | 6                     | 2                     | 0                     | 4                     | 5                     | 14                    | Carlos Torres: 2                                                      |
| Copa Libertadores 1981            | No se clasificó       | No se clasificó       | No se clasificó       | No se clasificó       | No se clasificó       | No se clasificó       | No se clasificó       | No se clasificó                                                       |
| Copa Libertadores 1982            | No se clasificó       | No se clasificó       | No se clasificó       | No se clasificó       | No se clasificó       | No se clasificó       | No se clasificó       | No se clasificó                                                       |
| Copa Libertadores 1983            | No se clasificó       | No se clasificó       | No se clasificó       | No se clasificó       | No se clasificó       | No se clasificó       | No se clasificó       | No se clasificó                                                       |
| Copa Libertadores 1984            | No se clasificó       | No se clasificó       | No se clasificó       | No se clasificó       | No se clasificó       | No se clasificó       | No se clasificó       | No se clasificó                                                       |
| Copa Libertadores 1985            | No se clasificó       | No se clasificó       | No se clasificó       | No se clasificó       | No se clasificó       | No se clasificó       | No se clasificó       | No se clasificó                                                       |
| Copa Libertadores 1986            | No se clasificó       | No se clasificó       | No se clasificó       | No se clasificó       | No se clasificó       | No se clasificó       | No se clasificó       | No se clasificó                                                       |
| Copa Libertadores 1987            | No se clasificó       | No se clasificó       | No se clasificó       | No se clasificó       | No se clasificó       | No se clasificó       | No se clasificó       | No se clasificó                                                       |
| Copa Libertadores 1988            | No se clasificó       | No se clasificó       | No se clasificó       | No se clasificó       | No se clasificó       | No se clasificó       | No se clasificó       | No se clasificó                                                       |
| Copa Libertadores 1989            | Fase de grupos        | 6                     | 1                     | 1                     | 4                     | 4                     | 11                    | Miguel Falero: 2                                                      |
| Copa Libertadores 1990            | Cuartos de final      | 10                    | 3                     | 3                     | 4                     | 11                    | 10                    | Carlos Mendoza: 3                                                     |
| Copa Libertadores 1991            | No se clasificó       | No se clasificó       | No se clasificó       | No se clasificó       | No se clasificó       | No se clasificó       | No se clasificó       | No se clasificó                                                       |
| Copa Libertadores 1992            | No se clasificó       | No se clasificó       | No se clasificó       | No se clasificó       | No se clasificó       | No se clasificó       | No se clasificó       | No se clasificó                                                       |
| Copa Libertadores 1993            | No se clasificó       | No se clasificó       | No se clasificó       | No se clasificó       | No se clasificó       | No se clasificó       | No se clasificó       | No se clasificó                                                       |
| Copa Libertadores 1994            | Octavos de final      | 8                     | 4                     | 1                     | 3                     | 12                    | 8                     | Roberto Oste: 5                                                       |
| Copa Libertadores 1995            | Semifinal             | 12                    | 3                     | 4                     | 5                     | 14                    | 18                    | Eduardo Hurtado: 5                                                    |
| Copa Libertadores 1996            | No se clasificó       | No se clasificó       | No se clasificó       | No se clasificó       | No se clasificó       | No se clasificó       | No se clasificó       | No se clasificó                                                       |
| Copa Libertadores 1997            | Fase de grupos        | 6                     | 1                     | 2                     | 3                     | 7                     | 10                    | Ariel Graziani: 4                                                     |
| Copa Libertadores 1998            | No se clasificó       | No se clasificó       | No se clasificó       | No se clasificó       | No se clasificó       | No se clasificó       | No se clasificó       | No se clasificó                                                       |
| Copa Libertadores 1999            | Octavos de final      | 8                     | 4                     | 0                     | 4                     | 11                    | 15                    | Ángel Fernández, Carlos Juárez: 4                                     |
| Copa Libertadores 2000            | Fase de grupos        | 6                     | 0                     | 2                     | 4                     | 3                     | 8                     | Otilino Tenorio, Máximo Tenorio, Moisés Cuero: 1                      |
| Copa Libertadores 2001            | Octavos de final      | 8                     | 3                     | 3                     | 2                     | 9                     | 11                    | Carlos Juárez: 4                                                      |
| Copa Libertadores 2002            | Fase de grupos        | 6                     | 0                     | 1                     | 5                     | 4                     | 10                    | Carlos Juárez: 2                                                      |
| Copa Libertadores 2003            | Fase de grupos        | 6                     | 1                     | 1                     | 4                     | 6                     | 15                    | Otilino Tenorio: 3                                                    |
| Copa Libertadores 2004            | No se clasificó       | No se clasificó       | No se clasificó       | No se clasificó       | No se clasificó       | No se clasificó       | No se clasificó       | No se clasificó                                                       |
| Copa Libertadores 2005            | No se clasificó       | No se clasificó       | No se clasificó       | No se clasificó       | No se clasificó       | No se clasificó       | No se clasificó       | No se clasificó                                                       |
| Copa Libertadores 2006            | No se clasificó       | No se clasificó       | No se clasificó       | No se clasificó       | No se clasificó       | No se clasificó       | No se clasificó       | No se clasificó                                                       |
| Copa Libertadores 2007            | Fase de grupos        | 6                     | 1                     | 0                     | 5                     | 3                     | 10                    | Carlos Quiñónez, Michael Arroyo, Jerónimo Morales: 1                  |
| Copa Libertadores 2008            | No se clasificó       | No se clasificó       | No se clasificó       | No se clasificó       | No se clasificó       | No se clasificó       | No se clasificó       | No se clasificó                                                       |
| Copa Libertadores 2009            | No se clasificó       | No se clasificó       | No se clasificó       | No se clasificó       | No se clasificó       | No se clasificó       | No se clasificó       | No se clasificó                                                       |
| Copa Libertadores 2010            | Fase de grupos        | 8                     | 1                     | 3                     | 4                     | 4                     | 7                     | David Quiroz, Joao Rojas, José Quiñónez, Pablo Pérez: 1               |
| Copa Libertadores 2011            | Fase de grupos        | 6                     | 2                     | 2                     | 2                     | 4                     | 5                     | David Quiroz, Fernando Giménez, Eduardo Morante, Cristian Menéndez: 1 |
| Copa Libertadores 2012            | Octavos de final      | 8                     | 3                     | 1                     | 4                     | 7                     | 11                    | Luciano Figueroa: 3                                                   |
| Copa Libertadores 2013            | Octavos de final      | 8                     | 4                     | 1                     | 3                     | 7                     | 7                     | Fernando Gaibor: 2                                                    |
| Copa Libertadores 2014            | Fase de grupos        | 6                     | 2                     | 0                     | 4                     | 7                     | 12                    | Luis Escalada: 4                                                      |
| Copa Libertadores 2015            | Cuartos de final      | 10                    | 5                     | 1                     | 4                     | 12                    | 8                     | Miler Bolaños: 6                                                      |
| Copa Libertadores 2016            | Fase de grupos        | 6                     | 1                     | 1                     | 4                     | 10                    | 14                    | Ángel Mena, Fernando Giménez, Cristian Guanca: 2                      |
| Conmebol Libertadores 2017        | Octavos de final      | 8                     | 4                     | 1                     | 3                     | 9                     | 6                     | Bryan Angulo, Ayrton Preciado: 3                                      |
| Conmebol Libertadores 2018        | Fase de grupos        | 6                     | 0                     | 1                     | 5                     | 3                     | 11                    | Bryan Angulo: 2                                                       |
| Conmebol Libertadores 2019        | Octavos de final      | 8                     | 3                     | 3                     | 2                     | 8                     | 7                     | Bryan Angulo: 4                                                       |
| Conmebol Libertadores 2020        | No se clasificó       | No se clasificó       | No se clasificó       | No se clasificó       | No se clasificó       | No se clasificó       | No se clasificó       | No se clasificó                                                       |
| Conmebol Libertadores 2021        | No se clasificó       | No se clasificó       | No se clasificó       | No se clasificó       | No se clasificó       | No se clasificó       | No se clasificó       | No se clasificó                                                       |
| Conmebol Libertadores 2022        | Octavos de final      | 8                     | 2                     | 3                     | 3                     | 15                    | 9                     | Sebastián Rodríguez: 6                                                |
| Conmebol Libertadores 2023        | No se clasificó       | No se clasificó       | No se clasificó       | No se clasificó       | No se clasificó       | No se clasificó       | No se clasificó       | No se clasificó                                                       |
| Conmebol Libertadores 2024        | No se clasificó       | No se clasificó       | No se clasificó       | No se clasificó       | No se clasificó       | No se clasificó       | No se clasificó       | No se clasificó                                                       |
| Conmebol Libertadores 2025        | No se clasificó       | No se clasificó       | No se clasificó       | No se clasificó       | No se clasificó       | No se clasificó       | No se clasificó       | No se clasificó                                                       |
| Total                             |                       | 221                   | 68                    | 44                    | 109                   | 238                   | 314                   | Carlos Juárez: 11                                                     |

| Conmebol Sudamericana      | Conmebol Sudamericana | Conmebol Sudamericana | Conmebol Sudamericana | Conmebol Sudamericana | Conmebol Sudamericana | Conmebol Sudamericana | Conmebol Sudamericana | Conmebol Sudamericana                                                              |
| Edición                    | Ronda                 | PJ                    | PG                    | PE                    | PP                    | GF                    | GC                    | Goleador                                                                           |
| -------------------------- | --------------------- | --------------------- | --------------------- | --------------------- | --------------------- | --------------------- | --------------------- | ---------------------------------------------------------------------------------- |
| Copa Sudamericana 2002     | No se clasificó       | No se clasificó       | No se clasificó       | No se clasificó       | No se clasificó       | No se clasificó       | No se clasificó       | No se clasificó                                                                    |
| Copa Sudamericana 2003     | No se clasificó       | No se clasificó       | No se clasificó       | No se clasificó       | No se clasificó       | No se clasificó       | No se clasificó       | No se clasificó                                                                    |
| Copa Sudamericana 2004     | No se clasificó       | No se clasificó       | No se clasificó       | No se clasificó       | No se clasificó       | No se clasificó       | No se clasificó       | No se clasificó                                                                    |
| Copa Sudamericana 2005     | No se clasificó       | No se clasificó       | No se clasificó       | No se clasificó       | No se clasificó       | No se clasificó       | No se clasificó       | No se clasificó                                                                    |
| Copa Sudamericana 2006     | No se clasificó       | No se clasificó       | No se clasificó       | No se clasificó       | No se clasificó       | No se clasificó       | No se clasificó       | No se clasificó                                                                    |
| Copa Sudamericana 2007     | No se clasificó       | No se clasificó       | No se clasificó       | No se clasificó       | No se clasificó       | No se clasificó       | No se clasificó       | No se clasificó                                                                    |
| Copa Sudamericana 2008     | No se clasificó       | No se clasificó       | No se clasificó       | No se clasificó       | No se clasificó       | No se clasificó       | No se clasificó       | No se clasificó                                                                    |
| Copa Sudamericana 2009     | Octavos de final      | 4                     | 3                     | 0                     | 1                     | 5                     | 4                     | Franco Mendoza: 2                                                                  |
| Copa Sudamericana 2010     | Octavos de final      | 4                     | 2                     | 0                     | 2                     | 9                     | 6                     | Joao Rojas: 3                                                                      |
| Copa Sudamericana 2011     | Segunda fase          | 2                     | 0                     | 0                     | 2                     | 2                     | 4                     | Nicolás Vigneri, José Franco: 1                                                    |
| Copa Sudamericana 2012     | Octavos de final      | 6                     | 2                     | 3                     | 1                     | 5                     | 4                     | Luciano Figueroa, Marlon de Jesús, Cristian Nasuti, Fernando Gaibor, Efrén Mera: 1 |
| Copa Sudamericana 2013     | Segunda fase          | 4                     | 2                     | 0                     | 2                     | 9                     | 8                     | Enner Valencia: 5                                                                  |
| Copa Sudamericana 2014     | Cuartos de final      | 8                     | 4                     | 2                     | 2                     | 12                    | 11                    | Miler Bolaños: 5                                                                   |
| Copa Sudamericana 2015     | Octavos de final      | 6                     | 3                     | 2                     | 1                     | 8                     | 3                     | Miler Bolaños: 5                                                                   |
| Copa Sudamericana 2016     | Segunda fase          | 4                     | 2                     | 1                     | 1                     | 8                     | 5                     | Denis Stracqualursi: 3                                                             |
| Conmebol Sudamericana 2017 | No se clasificó       | No se clasificó       | No se clasificó       | No se clasificó       | No se clasificó       | No se clasificó       | No se clasificó       | No se clasificó                                                                    |
| Conmebol Sudamericana 2018 | No se clasificó       | No se clasificó       | No se clasificó       | No se clasificó       | No se clasificó       | No se clasificó       | No se clasificó       | No se clasificó                                                                    |
| Conmebol Sudamericana 2019 | No se clasificó       | No se clasificó       | No se clasificó       | No se clasificó       | No se clasificó       | No se clasificó       | No se clasificó       | No se clasificó                                                                    |
| Conmebol Sudamericana 2020 | Segunda fase          | 4                     | 3                     | 0                     | 1                     | 7                     | 2                     | Facundo Barceló: 4                                                                 |
| Conmebol Sudamericana 2021 | Fase de grupos        | 8                     | 4                     | 2                     | 2                     | 13                    | 10                    | Facundo Barceló y Alexis Zapata: 3                                                 |
| Conmebol Sudamericana 2022 | No se clasificó       | No se clasificó       | No se clasificó       | No se clasificó       | No se clasificó       | No se clasificó       | No se clasificó       | No se clasificó                                                                    |
| Conmebol Sudamericana 2023 | Octavos de final      | 11                    | 4                     | 4                     | 3                     | 11                    | 11                    | Miler Bolaños: 3                                                                   |
| Conmebol Sudamericana 2024 | No se clasificó       | No se clasificó       | No se clasificó       | No se clasificó       | No se clasificó       | No se clasificó       | No se clasificó       | No se clasificó                                                                    |
| Conmebol Sudamericana 2025 | No se clasificó       | No se clasificó       | No se clasificó       | No se clasificó       | No se clasificó       | No se clasificó       | No se clasificó       | No se clasificó                                                                    |
| Total                      |                       | 61                    | 29                    | 14                    | 18                    | 89                    | 68                    | Miler Bolaños: 14                                                                  |

| Copa Merconorte      | Copa Merconorte | Copa Merconorte | Copa Merconorte | Copa Merconorte | Copa Merconorte | Copa Merconorte | Copa Merconorte | Copa Merconorte     |
| Edición              | Ronda           | PJ              | PG              | PE              | PP              | GF              | GC              | Goleador            |
| -------------------- | --------------- | --------------- | --------------- | --------------- | --------------- | --------------- | --------------- | ------------------- |
| Copa Merconorte 1998 | Fase de grupos  | 6               | 2               | 3               | 1               | 9               | 6               | Carlos Juárez: 4    |
| Copa Merconorte 1999 | Fase de grupos  | 6               | 3               | 0               | 3               | 9               | 9               | Otilino Tenorio: 3  |
| Copa Merconorte 2000 | Semifinal       | 8               | 3               | 3               | 2               | 9               | 9               | Alejandro Kenig: 5  |
| Copa Merconorte 2001 | Subcampeón      | 10              | 4               | 5               | 1               | 15              | 8               | Otilino Tenorio: 7  |
| Total                |                 | 30              | 12              | 11              | 7               | 42              | 32              | Otilino Tenorio: 10 |

| Copa Conmebol      | Copa Conmebol    | Copa Conmebol   | Copa Conmebol   | Copa Conmebol   | Copa Conmebol   | Copa Conmebol   | Copa Conmebol   | Copa Conmebol                   |
| Edición            | Ronda            | PJ              | PG              | PE              | PP              | GF              | GC              | Goleador                        |
| ------------------ | ---------------- | --------------- | --------------- | --------------- | --------------- | --------------- | --------------- | ------------------------------- |
| Copa Conmebol 1992 | No se clasificó  | No se clasificó | No se clasificó | No se clasificó | No se clasificó | No se clasificó | No se clasificó | No se clasificó                 |
| Copa Conmebol 1993 | Octavos de final | 2               | 1               | 0               | 1               | 3               | 3               | Roberto Oste: 2                 |
| Copa Conmebol 1994 | No se clasificó  | No se clasificó | No se clasificó | No se clasificó | No se clasificó | No se clasificó | No se clasificó | No se clasificó                 |
| Copa Conmebol 1995 | No se clasificó  | No se clasificó | No se clasificó | No se clasificó | No se clasificó | No se clasificó | No se clasificó | No se clasificó                 |
| Copa Conmebol 1996 | Cuartos de final | 4               | 2               | 0               | 2               | 4               | 5               | Carlos Juárez: 2                |
| Copa Conmebol 1997 | No se clasificó  | No se clasificó | No se clasificó | No se clasificó | No se clasificó | No se clasificó | No se clasificó | No se clasificó                 |
| Copa Conmebol 1998 | No se clasificó  | No se clasificó | No se clasificó | No se clasificó | No se clasificó | No se clasificó | No se clasificó | No se clasificó                 |
| Copa Conmebol 1999 | No se clasificó  | No se clasificó | No se clasificó | No se clasificó | No se clasificó | No se clasificó | No se clasificó | No se clasificó                 |
| Total              |                  | 6               | 3               | 0               | 3               | 7               | 8               | Roberto Oste y Carlos Juárez: 2 |

Fuente: Historia Club Sport Emelec .

## Registros

### Máximos anotadores
A continuación se listan los jugadores con más goles marcados en la historia del club: 
| Posición | Jugador                 | Temporadas          | Goles | Jugador              | Temporada | Goles | Jugador              | Temporada | Goles |
| -------- | ----------------------- | ------------------- | ----- | -------------------- | --------- | ----- | -------------------- | --------- | ----- |
| 1°       | Carlos Alberto Juárez   | 1996-2003-2007-2008 | 146   | Carlos Alberto Raffo | 1963      | 4     | Carlos Alberto Raffo | 1956      | 13    |
| 2°       | Carlos Alberto Raffo    | 1954-1964           | 133   | Carlos Miori         | 1979      | 26    | Carlos Alberto Raffo | 1957      | 14    |
| 3°       | Jesús José Cárdenas     | 1980-1994           | 121   | Ariel Graziani       | 1996      | 29    | Carlos Alberto Raffo | 1959      | 21    |
| 4°       | Ángel Oswaldo Fernández | 1992-1999           | 82    | Ariel Graziani       | 1997      | 24    | Carlos Alberto Raffo | 1960      | 11    |
| 5°       | Raúl Avilés             | 1986-1992           | 77    | Iván Kaviedes        | 1998      | 43    | Carlos Alberto Raffo | 1961      | 14    |
| 6°       | Carlos Horacio Miori    | 1977-1980           | 74    | Alejandro Kenig      | 2000      | 25    | Rubén Baldi          | 1964      | 11    |
| 7°       | Miller Bolaños          | 2013-2015-2023      | 72    | Carlos Juárez        | 2001      | 17    | Bolívar Merizalde    | 1964      | 11    |
| 8°       | Lupo Quiñonez           | 1975-1982           | 70    | Luis Escalada        | 2006      | 29    | Bolívar Merizalde    | 1965      | 7     |
| 9°       | Angel Mena              | 2007-2010-2011-2016 | 68    | Jaime Ayoví          | 2010      | 23    |                      |           |       |
| 10°      | Bryan Angulo            | 2016-2019           | 66    | Miller Bolaños       | 2015      | 25    |                      |           |       |

Fuente: RSSSF RSSSF
| N.° | Jugador          | Torneo                 | Goles |
| --- | ---------------- | ---------------------- | ----- |
| 1   | Enrique Raymondi | Copa Libertadores 1962 | 6     |
| 2   | Carlos Juárez    | Copa Merconorte 1998   | 4     |
| 3   | Otilino Tenorio  | Copa Merconorte 2001   | 7     |
| 4   | Enner Valencia   | Copa Sudamericana 2013 | 5     |
| 5   | Miler Bolaños    | Copa Sudamericana 2014 | 5     |
| 6   | Miler Bolaños    | Copa Sudamericana 2015 | 5     |

Fuente: Historia Club Sport Emelec.

## Jugadores
Históricamente los jugadores emelecistas fueron importante integrantes para la selección de Ecuador, como: Carlos Alberto Raffo, Enrique Raymondi, Ivo Ron y Luis Capurro. En la década de los años 1960 surgieron grupos de jugadores que destacaron con nombres como «los 5 reyes magos»: «Pibe de Oro» Bolaños, «Flaco» Raffo, «Maestrito» Raymondi, «Loco» Balseca y «Pibe» Ortega; y en la década del año 2000, el grupo conocido como «los extraterrestres», entre los cuales estaban: Moisés Candelario, Carlos Hidalgo, Daniel Viteri, Luis Moreira, Iván Kaviedes entre otros.
Emelec tiene canteras que participan de campeonatos de divisiones menores, que han producido grandes talentos, jugadores que iniciaron su carrera en Emelec han sido aportes a la selección de fútbol de Ecuador como Christian Noboa, Ángel Mena, Jefferson Montero y Otilino Tenorio. La época de mayor relevancia de los jugadores azules en la selección, fue al inicio de la eliminatorias a Rusia 2018, en donde 6 jugadores del club eléctrico fueron convocado junto a cuatro exjugadores emelecistas, aquella selección ecuatoriana logró obtener doce puntos de doce posibles.

### Transferencias: Segundo Semestre 2025
| Altas                | Altas          | Altas                | Altas                 |
| Jugador              | Posición       | Destino              | Tipo                  |
| -------------------- | -------------- | -------------------- | --------------------- |
| Mario Valero         | Guardameta     | Manta F. C.          | Libre                 |
| Luis Castillo        | Defensa        | Universidad Católica | Libre                 |
| Jean Carlos Quiñónez | Defensa        | F. C. SKA-Jabárovsk  | Préstamo              |
| Marco Cuero          | Defensa        | Astillero F. C.      | Libre                 |
| Luis Caicedo         | Defensa        | Delfín S. C.         | Libre                 |
| José Cevallos        | Centrocampista | C. D. El Nacional    | Libre                 |
| Josué Palma          | Centrocampista | Luz Valdivia F. C.   | Libre                 |
| Sergio Quintero      | Centrocampista | AV25                 | Libre                 |
| Christian Cueva      | Centrocampista | Cienciano            | Rescisión de Contrato |
| Alfonso Barco        | Centrocampista | Defensor Sporting    | Libre                 |
| Justin Cuero         | Delantero      | F. C. Oremburgo      | Préstamo              |
| José Angulo          | Delantero      | C. A. Unión          | Libre                 |
| Andrés Lara          | Delantero      | Chacaritas F. C.     | Libre                 |

| Bajas              | Bajas          | Bajas                  | Bajas                 |
| Jugador            | Posición       | Destino                | Tipo                  |
| ------------------ | -------------- | ---------------------- | --------------------- |
| Jostyn Mina        | Guardameta     | Libertad Fútbol Club   | Préstamo              |
| Gianluca Espinoza  | Guardameta     | Chacaritas Fútbol Club | Rescisión de Contrato |
| Jeremy Valverde    | Centrocampista | Sin Club               | Rescisión de Contrato |
| Cristhian Valencia | Centrocampista | Sin Club               | Fin de Contrato       |
| Marcelo Meli       | Centrocampista | Independiente Santa Fe | Rescisión de Contrato |
| Jhon Jairo Sánchez | Delantero      | C. Guaraní             | Préstamo con Opción   |

## Entrenadores
El primer técnico del Emelec fue el ecuatoriano Eloy Carrillo, luego de él, vinieron varios técnicos que lograron campeonatos provinciales, donde destacan Eloy Carrillo, quien conseguiría el primer título amateur del club, y Renato Panay, quien conseguiría el primer título profesional provincial del equipo. Después de varios años, con la creación del Campeonato Ecuatoriano de Fútbol, el equipo consiguió su primer título de campeón nacional dirigido por Eduardo Spandre de nacionalidad argentina en 1957.En la temporada 2025, el club cuenta con el argentino Guillermo Duró, como entrenador.

### Entrenadores campeones
| N.° | Entrenador           | Período                                  | Títulos                                                                                       |
| --- | -------------------- | ---------------------------------------- | --------------------------------------------------------------------------------------------- |
| 1   | Eloy Carrillo        | 1940-1944, 1945, 1946 y 1947-1948        | Campeonato Amateur 1946 Campeonato Amateur 1948                                               |
| 2   | Renato Panay         | 1954 y 1956                              | Campeonato del Guayas 1956                                                                    |
| 3   | Eduardo Spandre      | 1957-1960                                | Campeonato del Guayas 1957 Serie A 1957                                                       |
| 4   | Mariano Larraz       | 1961                                     | Serie A 1961                                                                                  |
| 5   | Fernando Paternoster | 1962-1966                                | Campeonato del Guayas 1962 Campeonato del Guayas 1964 Serie A 1965 Campeonato del Guayas 1966 |
| 6   | Jorge Lazo           | 1970-1973, 1984-1985 y 1998              | Serie A 1972                                                                                  |
| 7   | Eduardo García       | 1974, 1979-1980 y 1983-1984              | Serie A 1979                                                                                  |
| 8   | Juan Silva           | 1988-1989, 1995, 2000, 2004, 2008 y 2011 | Serie A 1988                                                                                  |
| 9   | Salvador Capitano    | 1992-1994 y 2003                         | Serie A 1993                                                                                  |
| 10  | Carlos Torres        | 1994-1995, 1997 y 2006-2007              | Serie A 1994                                                                                  |
| 11  | Carlos Sevilla       | 1997-1998, 2001 y 2007                   | Serie A 2001                                                                                  |
| 12  | Rodolfo Motta        | 2001 y 2002-2003                         | Serie A 2002                                                                                  |
| 13  | Gustavo Quinteros    | 2012-2015                                | Serie A 2013 Serie A 2014                                                                     |
| 14  | Omar De Felippe      | 2015-2016                                | Serie A 2015                                                                                  |
| 15  | Alfredo Arias        | 2016-2018                                | Serie A 2017                                                                                  |

Fuente: Historia Club Sport Emelec .

### Cuerpo técnico actual
| Cuerpo técnico |
| |
| - Director técnico: Guillermo Duró - Entrenador(es) adjunto(s): Christian Gómez - Preparador físico: Gonzalo Gador - Entrenador de porteros: Agustín Corcoglioniti - Médico(s): Raul Burgos - Fisioterapeuta: Jossua Cabrera Mirkko Muñoz - Scouting: Jonathan Mendoza - Utilero: Otón de la A Danny Vera |
| |

## Directiva
Emelec ha tenido 20 presidentes en su historia, el primer presidente del club fue el estadounidense George Capwell y el primer presidente honorario el estadounidense Hiram Saine, ambos fundadores del club.
El conjunto eléctrico, a lo largo de su vida institucional, ha tenido varios presidentes destacados en el club, entre ellos se encuentran Enrique Ponce, quien es el presidente que más ocasiones ha ocupado el cargo después de George Capwell con nueve años consecutivos, Ferdinand Hidalgo, Elías Wated,Nassib Neme que consiguió la presidencia en el año 2011. El 6 de enero de 2018 fue ratificado por votación de los socios del club para un segundo período.
Desde febrero de 2025, el actual presidente del club es Jorge Guzmán, quien ganó las elecciones.

### Presidentes campeones
| Presidentes campeones |           |                              |       |       |                          |
| N.º                   | Histórico | Presidente                   | Desde | Hasta | Temporada(s) campeón     |
| 1                     | 1.º       | George Capwell               | 1929  | 1946  | 1933 1940 1941 1942 1946 |
| 2                     | 2.º       | Enrique Baquerizo Valenzuela | 1946  | 1952  | 1948                     |
| 3                     | 3.º       | Aníbal Santos                | 1952  | 1957  | 1957                     |
| 4                     | 4.º       | Gabriel Roldós               | 1958  | 1964  | 1961                     |
| 5                     | 5.º       | Víctor Peñaherrera           | 1964  | 1969  | 1965                     |
| 6                     | 7.º       | John F. Sheehy               | 1972  | 1976  | 1972                     |
| 7                     | 8.º       | Ricardo Estrada              | 1977  | 1982  | 1979                     |
| 8                     | 12.º      | Johnny Fellman               | 1988  | 1989  | 1988                     |
| 9                     | 14.º      | Elías Wated                  | 1992  | 1993  | 1993                     |
| 10                    | 15.º      | Enrique Ponce Luque          | 1994  | 2003  | 1994 2001 2002           |
| 11                    | 17.º      | Nassib Neme                  | 2011  | 2022  | 2013 2014 2015 2017      |

Fuente: Historia Club Sport Emelec .

### Comisión directiva actual
| Comisión directiva |
| |
| - Presidente: Jorge Guzmán - 1.er vicepresidente: Benigno Sotomayor - 2.º vicepresidente: Luis Barrezueta Quintero - Secretario general: Elio Andrés Chiquito Bravo - Tesorero: Eduardo Nestor Cantos Benavides |
| |

## Área sociocultural
El club guayaquileño Emelec, es consolidado como uno de los equipos más populares del país a lo largo de su historia en el fútbol ecuatoriano. Sus éxitos a nivel nacional y sus victorias internacionales, han contribuido significativamente a establecer su posición como un club icónico, atrayendo a una extensa y leal base de fanáticos que celebran con orgullo los logros y la identidad futbolística de esta institución deportiva. Debido a la popularidad del equipo el Consejo Municipal de la ciudad de Guayaquil tomó la decisión de renombrar un tramo de la antigua calle San Martín con el nombre de Club Sport Emelec, desde el año 2009 el tramo de la calle San Martín que va desde la Av Quito hasta el río Guayas adoptó el nombre del club azul. En el 2010 el club alcanzó un puntaje del 16 % de simpatizantes de acuerdo al estudio realizado por la encuestadora BRANDIM. Por otro lado, los resultados de la encuesta realizada también en el 2010 por la empresa EUFRAL reflejaron que Emelec posee un 20,09 % de aceptación a nivel nacional. En el año 2020 Euromericas Sport Marketing confirmó que Emelec tiene 16 % de popularidad a nivel nacional, en Guayaquil tiene el  22 %, en el resto de la costa llega a tener el 25 %, mientras que en la sierra alcanzó el 18 %. En marzo del 2021 la empresa de investigación y análisis Pivot realizó una encuesta a nivel nacional en donde los hinchas de Emelec componían el 19 % de la población, dando como resultado el segundo puesto en popularidad. Desde el año 2013 Emelec es uno de los equipos ecuatoriano que reporta más venta de entradas a su estadio.
La barra más antigua del club es la Barra del Che Pérez, que fue fundada el 9 de octubre de 1974 por Eduardo Pérez Valarezo con el nombre de Barra Azul,la barra se ubicaba en la Tribuna General Gómez. Otra barra representativa del club es la Boca del Pozo, que se sitúa en la parte alta de la General Av. Quito del Estadio George Capwell, que fue fundada el 25 de julio de 1980 por Giuseppe Cavanna y varios seguidores del equipo que residían cerca del barrio Boca del Pozo y en sus inicios se ubicaban era en la General del Estadio Modelo.

## Área financiero
En año 2011 al inicio de la presidencia de Neme, se realizó una reingeniería de procesos dentro de la organización,  comenzaron a crear planes institucionales en lo administrativo y en lo deportivo, se desarrolló aspectos como la mercadotecnia para conseguir auspiciantes, venta de derechos de televisión, manejo de las divisiones formativas, contrataciones nacionales y extranjeras, venta de jugadores entre otras actividades.
En el 2013 Emelec mantuvo su equilibrio económico con un presupuesto de siete millones de dólares norteamericanos. Cerveza Pilsener se convirtió en su principal patrocinador al reemplazar a PDV que le significaban ingresos por dos millones de dólares anuales. El Banco del Pacífico firmó un convenio para el Estadio Capwell llevara su nombre por un contrato de 3 años y un monto de USD 4.4 millones, se año también recibió USD 1.8 millones por derechos de televisión. Otros ingresos importantes fueron la venta de varios jugadores entre ellos, el jugador Marlon de Jesús, cuyo pase fue vendido en USD 3,6 millones al Monterrey de México.
Emelec como su apodo surgido en los años 1970, es un equipo rentable que no se queda solo de sobrenombre los millonarios, sus ingresos por el patrocinio de la marca deportiva que lo patrocina sobrepasan el millón de dólares, a esto se le debe sumar el 15 % de ingresos por la venta de cualquier producto de Emelec,en el año 2014 se ubicó en el puesto 28 de los equipos más valiosos de América.  
Ubicado en el puesto 44 en el año 2018 fue el único equipo ecuatoriano en aparecer en la lista Forbes de los 50 equipos más valiosos de América.En la primera etapa del campeonato nacional de aquel año, cuantificando los 11 partidos de local asistieron 178 274 espectadores a las diferentes localidades del Estadio George Capwell; en la segunda fase del campeonato (doce encuentros), llegaron 233 757 hinchas eléctricos al estadio; en total el Bombillo reunió a 412 031 aficionados a la caldera del Capwell, recaudando un total de ingresos por USD 2 992 051 en taquilla.
En cuanto a los premios por participación de torneos internacionales, Emelec es el equipo ecuatoriano que en más Copas Libertadores ha participado. En la temporada 2022, la organización de la Libertadores otorga un premio de un millón de dólares por partido de local, por lo que al participar se asegura un premio de tres millones por jugar la primera etapa, consistente en tres partidos de local y tres de visita.
En los años 2020 y 2021 el Club Sport Emelec formó la tercera plantilla más cara de la LigaPro, con un costo aproximado de 15 y 18 millones de euros consecutivamente. En el año 2022 Emelec contrató la plantilla más valiosa de la liga ecuatoriana con un valor de 21,37 millones de dólares, ese mismo año se informó que el patrimonio de Emelec era de USD 48 646 954 y los ingresos por publicidad fueron de USD 5 908 411.

## Rivalidades
En el plano deportivo el equipo guayaquileño mantiene rivalidad con clubes de la costa y de la sierra, en Guayaquil juega el clásico del astillero que es el partido de fútbol en el que se enfrentan los equipos más antiguos de la ciudad, el Club Sport Emelec y Barcelona. A este encuentro la prensa local lo denomina como «el partido Inmortal», por concentrar grandes masas en sus cotejos. Según el portal inglés FourFourTwo, este clásico está en el puesto número 34 de las rivalidades históricas más grandes del mundo. En el año 2014 se jugó por primera vez en un campeonato ecuatoriano una final entre ambas escuadras, la denominada Final del Siglo, en donde Emelec ganó con un marcador global de 4 a 1, con esa final ganada se logró el tercer bicampeonato de su historia futbolística.
Mientras en la ciudad de Quito, Emelec ha jugado más finales de futbol con Liga de Quito que contra ningún otro equipo ecuatoriano. En la primera final jugada en Casa Blanca el equipo eléctrico sufrió una derrota por 7 a 0; en el año 2010 nuevamente los albos ganarían una final a Emelec, con un marcador global de 2 a 1 convirtiéndose en el primer equipo rival en dar la vuelta olímpica en el Estadio George Capwell. El ballet azul en el tricampeonato logrado en el año 2015, lograría ganar la final con el resultado global de 3 a 1, y se convirtió en el primer equipo rival en dar la vuelta olímpica en Casa Blanca. En la última final jugada en el 2018 LDU ganaría nuevamente con un marcador de 2 a 1. La rivalidad con el equipo capitalino va más allá de lo futbolístico pues los conflictos entre los dirigentes deportivos de ambos equipos son constantes.

## Filial
Rocafuerte Fútbol Club es un equipo de fútbol originario de Guayaquil filial del Club Sport Emelec desde 2017. Actualmente se encuentra inactivo.

## Anexos
| Entidades relacionadas | Datos estadísticos y trayectoria                                                                                           | Personalidades e historia | Infraestructuras |
| --- | --- | --- | --- |
| - Club Sport Emelec (femenino) - Rocafuerte Fútbol Club - Emelec (béisbol) - Club Sport Emelec (natación) - Club Sport Emelec (tenis de mesa) - Club Sport Emelec (baloncesto) - Club Sport Emelec (voleibol) | - Palmarés del Club Sport Emelec - Temporada 2022 del Club Sport Emelec - Amistosos de Emelec - Copa del Pacífico (clubes) | - Historia del Club Sport Emelec - Entrenadores del Club Sport Emelec - Presidentes del Club Sport Emelec - Futbolistas del Club Sport Emelec - Anexo:Uniforme del Club Sport Emelec - Aficionados del Club Sport Emelec | - Estadio George Capwell - Reinauguración del Estadio George Capwell de 1991 - Reinauguración del Estadio George Capwell de 2017 - Museo del Club Sport Emelec |

### En redes sociales
- Club Sport Emelec en Facebook
- Club Sport Emelec en X (antes Twitter)
- Club Sport Emelec en Instagram

- Datos: Q249612
- Multimedia: Club Sport Emelec / Q249612